# Compendium rarissimum totius Artis Magicae sistematisatae per celeberrimos Artis hujus Magistros

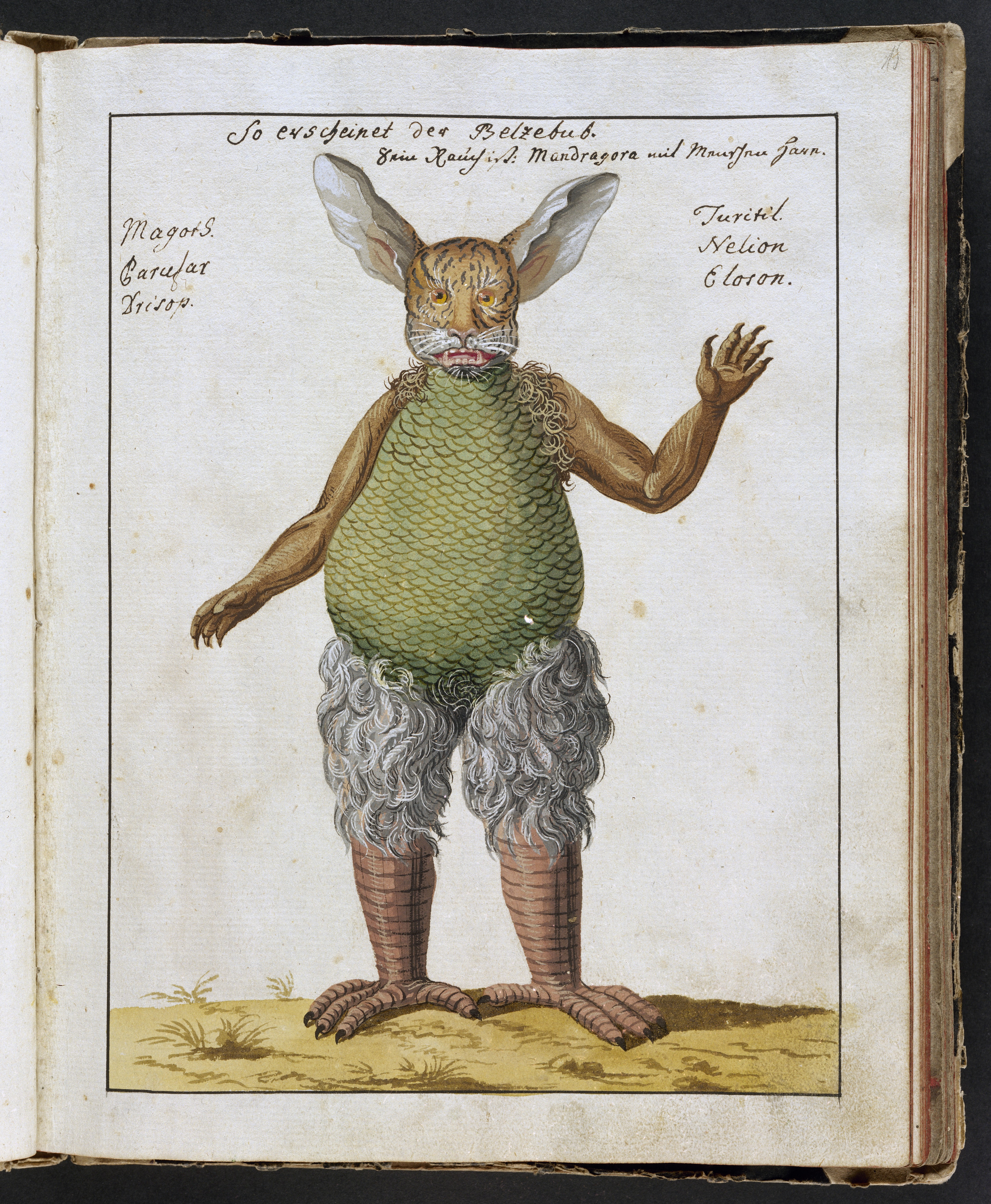
Una página del libro que representa el demonio Belcebú con orejas de conejo, cara de tigre, cuerpo cubierto de escamas, garras en las manos y patas de pájaro.

Compendium rarissimum totius Artis Magicae sistematisatae per celeberrimos Artis hujus Magistros es un códice dedicado a la magia. Su título en castellano sería Compendio rarísimo de todas las Artes Mágicas clasificado por los más famosos maestros de este Arte. En su frontispicio también aparecen las inscripciones Anno 1057 (Año 1057, aunque su verdadera fecha de publicación se estima que es 1775, probablemente para hacerlo pasar por una reliquia) y Noli me tangere (No me toques), enmarcados en un borde ornamental con esqueletos y calaveras. 
El volumen está escrito en una mezcla de latín y de alemán, y contiene 31 ilustraciones policromas o monocromas en acuarela que catalogan diversos demonios, además de tres páginas de símbolos cabalísticos. Impreso sobre papel blanco, marrón y verde-gris (en la sección final, las figuras son rojas y el texto está escrito en negro sobre el papel verde-gris). 
Se conserva en la Wellcome Library de Londres.